# Dušanova vyhlídka
Dušanova vyhlídka se nachází na úbočí vrchu Stropník, nad Domaslavicemi v okrese Teplice v Ústeckém kraji. Umožňuje rozhled po Teplické pánvi, Českém středohoří (především na Milešovku, Bořeň a Ranou), dole Bílina a také na Domaslavické údolí. V létě bývá místo oblíbeným cílem cyklistů, v zimě využívají svahy Stropníka především sáňkaři. Nedaleký turistický přístřešek bývá nazýván chata Máňa.

## Dostupnost
Vyhlídka je turistům přístupná po červené turistické značce od Vrchu Tří pánů do Oseka. Na nedalekém rozcestí jí křižuje zelená turistická značka z Horního Háje na Dlouhou Louku, s odbočkou na vrchol Stropníka. Pro cyklisty je dostupná po cyklotrase 231 od Dlouhé Louky na Rýzmburk.